# Wenn ich bleibe
Wenn ich bleibe (engl. Originaltitel: If I Stay) ist ein Jugendroman und Thriller von Gayle Forman, der 2009 im Original erschien. Die deutsche Übersetzung von Alexandra Ernst erschien 2010 im Blanvalet Verlag. 

## Inhalt
Im Roman geht es um die 17-jährige Mia, die mit den Nachwirkungen eines verheerenden Autounfalls zu kämpfen hat. Im Koma erlebt Mia eine außerkörperliche Erfahrung und sieht zu, wie ihre Freunde und ihre Familie sich im Krankenhaus bei ihr versammeln. Während Erinnerungen an die Vergangenheit an ihr vorüberziehen, muss sie sich entscheiden, ob sie aufwachen und ein Leben führen will, das viel schwieriger ist, als sie erwartet hat, oder ob sie sterben möchte. 

## Nachfolgetitel und Rezension
Der Nachfolger mit dem Titel Lovesong (engl. Originaltitel: Where She Went) erschien erstmals im April 2011, die deutsche Übersetzung von Bettina Spangler im Juni desselben Jahres.
Der Roman wurde überwiegend positiv rezipiert.
Lynn Rashid vom School Library Journal sagte, dass der Roman „fesselnde Charaktere“ bietet, die „die Leser zum Lachen, Weinen und Lieben bringen“ und „die Grenzen von Familie und Liebe hinterfragt“. Mia habe eine „fesselnde Geschichte“, meint Rashid.
In Bezug auf thematische Interpretationen sagte Elle Wolterbeek vom Journal of Adolescent and Adult Literacy, dass „Musik ein extrem wichtiger Aspekt in der Geschichte“ sei.

## Verfilmung
Im Dezember 2010 wurde angekündigt, dass Summit Entertainment an einem Film arbeitet, der auf dem Roman basiert. Dakota Fanning, Chloë Grace Moretz und Emily Browning waren im Gespräch, die Rolle der Mia zu übernehmen. Letzten Endes ging die Rolle an Moretz. Ursprünglich sollte Catherine Hardwicke Regie führen, wurde aber durch den brasilianischen Filmemacher Heitor Dhalia abgelöst, der den Posten später ebenfalls abgab. Im Januar 2013 wurde die Hauptrolle mit Moretz besetzt und R. J. Cutler wurde als neuer Regisseur des Films angekündigt. Im Januar 2014 wurde bekannt, dass Metro-Goldwyn-Mayer und Warner Bros. Pictures den Film vertreiben würden und der Erscheinungstermin wurde auf den 22. August 2014 datiert. In den deutschen Kinos lief der Film am 18. September 2014 an.